# Tornnød
Tornnød (Acaena) er en stor slægt med mange arter, som især findes på den sydlige halvkugle. Det er stauder med en krybende vækstform. Bladene er uligefinnede med savtakket rand, og blomsterne er uanselige. Frugterne kan minde om Nellikerods: De er forsynet med krumme torne, som hægter sig fast i tøj, pels og fjerdragt. Her omtales kun de få arter, som dyrkes i Danmark.
| Beskrevne arter |

- Blågrøn tornnød (Acaena buchananii)
- Fin tornnød (Acaena microphylla)
- Ildlandtornnød (Acaena magellanica)

| Andre arter |

- Acaena anserinifolia
- Acaena echinata
- Acaena elongata
- Acaena eupatoria
- Acaena exigua
- Acaena lucida
- Acaena macrostemon
- Acaena myriophylla
- Acaena novae-zelandiae
- Acaena ovalifolia
- Acaena ovina
- Acaena pallida
- Acaena pinnatifida
- Acaena platyacantha